# Misa tridentina

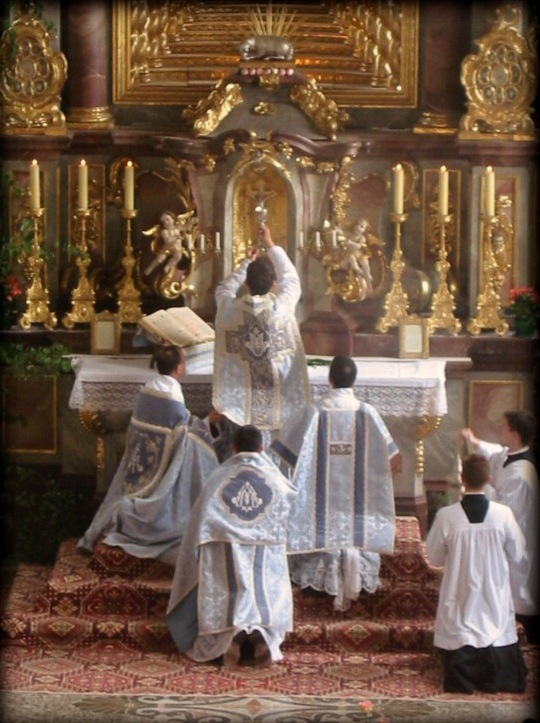
Elevación del cáliz en una misa tridentina.

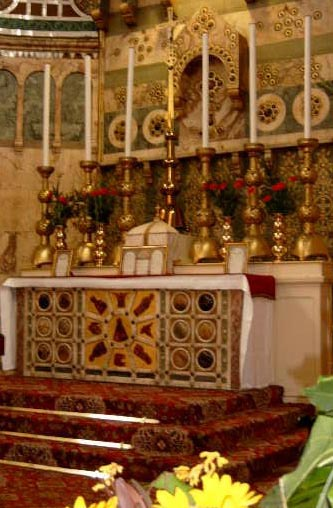
Altar dispuesto para oficiar la misa tridentina, como indican las sacras. Celebrar ad orientem no es obligatorio para la misa tridentina ni excluida para la versión 1970 de la misa.

Misa tridentina hace referencia a la celebración en la actualidad de la eucaristía bajo la forma previa a las reformas litúrgicas de 1970, establecida por las sucesivas ediciones del misal romano desde el pontificado de Pío V (tras el Concilio de Trento) y hasta la de 1962, bajo el pontificado de Juan XXIII. El calificativo de «tridentina» se refiere a su origen, ya que fue por mandato del Concilio de Trento que Pío V procediera a la reforma solicitada.
Se usa también las expresiones misa latina tradicional, rito tradicional, misa latina, misa en latín (aunque estas dos ultimas expresiones pueden generar ambigüedad debido a que la forma romana actual también puede ser celebrada en latín), misa preconciliar (es decir, previa al Concilio Vaticano II), misa vetus ordo y misa tradicional.
En el motu proprio Summorum Pontificum de 2007, Benedicto XVI la llamó «forma extraordinaria» del rito romano, pero su sucesor inmediato, el papa Francisco, declaró en el motu proprio Traditionis custodes de 2021 que actualmente hay una sola expresión del rito romano: a saber, los libros litúrgicos promulgados por Pablo VI y Juan Pablo II en conformidad con los decretos del Concilio Vaticano II.

## Historia

### Antecedentes
La liturgia nunca se ha considerado fija: la forma de la misa, que se traduce en el misal; el oficio divino (el breviario), y los demás sacramentos, están en constante y lenta evolución, sin interrupción, en lo que se entiende como la «evolución orgánica de la liturgia». 
Los orígenes del rito romano se pueden rastrear hasta el siglo III. A este siglo se remonta la Tradición apostólica, texto que presenta como apostólicos muchos usos propios de la liturgia romana y que eran también comunes en Antioquía y Alejandría. El Canon romano se remonta al menos al siglo IV, que en el siglo V incorporó: el Sanctus, elemento procedente de la liturgia antioquena; el Communicantes; el Nobis quoque pectoribus; y el Hanc igitur, del que probablemente fue compilador el papa León I. Entre los siglos III y V en Roma, se insertaron nuevos elementos en la liturgia, que dieron a la Misa una impronta externa más elaborada y solemne. El papa Dámaso I en la segunda mitad del siglo IV favoreció la transición gradual del griego al latín, no solo traduciendo, sino también componiendo nuevos textos que formarían colecciones de oraciones llamadas eucologías. 
Durante un largo período de tiempo que va del siglo III al IX, se fueron introduciendo fórmulas que diferenciaban la misa de los diferentes días y fiestas del año en relación con el tiempo litúrgico y las festividades de la Cuaresma y el Adviento. El culto litúrgico de los mártires, que se origina en el siglo III, tuvo un número creciente de misas propias en los siglos siguientes. En el siglo V aparecen también las misas votivas.
Los libros litúrgicos más antiguos que se han conservado son los del Ordo romanus I, escrito después del pontificado del papa Sergio I (687-701), pero que contiene partes de un hipotético Ordo missae de la época del papa Gregorio Magno (590-604) posteriormente reelaborado; y el Capitulare ecclesiastici ordinis, contemporáneo del Ordo romanus I, cuyo autor se dice que es Juan Archicantor, enviado a Inglaterra por el papa Agatón en 680. Estos libros describen la misa solemnemente celebrada por el papa. La misa pontificia es esencialmente la antigua misa descrita en el Ordo romanus I, pero con algunas especificidades que atañen estrictamente a la figura papal.
La misa celebrada por un presbítero podía ser cantada, con la presencia de un diácono y un lector, a lo que después del siglo XI se añadió el subdiácono: a partir de este momento la misa cantada también se llamó Missa solemnis. La parte musical tuvo un gran desarrollo en la época carolingia.  Junto a la misa cantada, también se celebraba la misa rezada o privata, en la que el celebrante recita todas las partes pertenecientes al diácono, al subdiácono y a la Schola cantorum: aunque esta práctica ya estaba presente en los primeros siglos, se convirtió en común en el siglo VII. De la práctica de la misa rezada surge la costumbre, que duró desde el siglo XII hasta 1962, de que el celebrante recitara en privado las partes confiadas a otros incluso en la misa solemne, como el Introito, el Kirie, el Gloria, el Credo, el Sanctus  el Agnus Dei, la Epístola y el Evangelio.
En el siglo VIII, el papa Adriano I (772–795) envió a Carlomagno un libro —el Hadrianum— que contenía el texto de la liturgia papal de entonces. En los siglos IX y X se realizó una fusión entre este material y elementos prestados de las liturgias del Imperio carolingio, y fue esta fusión la que «encontró su camino de regreso a Roma y fue posteriormente adoptada allí».La extensión de la liturgia romana mezclada con elementos galicanos a gran parte del mundo latino fue favorecida por los monjes de la abadía de Cluny en el siglo XI.
El Ordo missae originalmente desarrollado para el uso de la Corte Papal se convirtió en la práctica oficial de la Iglesia y terminó prevaleciendo sobre todas las demás especialmente gracias a los franciscanos, que allí donde predicaban, en lugar de a los ritos locales, buscaban ceñirse al rito de la Iglesia romana, como lo estableció el ministro general Aimone de Faversham en el capítulo celebrado en Bolonia en 1243. Aunque el uso franciscano difería en algunos puntos de la misa romana, fue importante para la homologación de las liturgias locales a la liturgia romana. 
Con la invención de la imprenta, el primer Missale romanum impreso se publicó en 1474, basado en el Código ottoboniano de la segunda mitad del siglo XIII.

### Misal de san Pío V
El Concilio de Trento, reunido entre 1545 y 1563, elaboró su «exposición de la doctrina relativa al sacrificio de la misa», durante su vigésimo segunda sesión del 17 de septiembre de 1562, queriendo defender la doctrina católica sobre la misa contra lo que consideraba los errores resultantes de la Reforma protestante. Para ello, el concilio expone los fundamentos doctrinales del sacrificio de la misa y recuerda en el decreto final algunos principios prácticos para respetar y combatir determinadas malas costumbres.
San Pío V, en respuesta a lo aprobado en Trento, trató de unificar el culto romano de Occidente, ordenando que la nueva edición del Misal romano fuese usada en toda la Iglesia occidental, excepto en aquellas regiones y órdenes religiosas que tenían ritos propios con más de doscientos años de antigüedad. A lo largo de la Edad Media la mayoría de las naciones donde se habían desarrollado ritos particulares fueron adoptando progresivamente el rito romano: Francia, había sustituido el rito galicano por el gregoriano (romano) en el siglo IX a instancias de Carlomagno; y España, abandonó la liturgia hispánica a finales del siglo XI, no sin resistencia del clero local.
La misa tridentina fue una versión actualizada del rito romano gregoriano tal y como se celebraba a finales del siglo XVI, cuyos elementos esenciales fueron preservados. Está generalmente aceptado que el texto del misal de Pío V se basó esencialmente en el publicado casi exactamente cien años antes en el Misal romano impreso en Milán en 1474, y que ya contiene varios textos, como las oraciones al pie del altar, también incorporados al Misal romano de 1570. El Misal tridentino fue el «resultado final de una larga evolución, que [...] está esencialmente ligada a la más antigua tradición de la Iglesia romana».
Con las bulas Quo primum tempore y Quod a nobis, se declaró obligatorio en toda la Iglesia latina el uso del Misal romano y de sus ediciones del Breviario romano. Desde entonces y, particularmente después del Concilio Vaticano II, apenas se han conservado los ritos pretridentinos y, algunos de ellos como el rito mozárabe, han sido profundamente modificados para asemejarlos a la misa de Pablo VI. En la actualidad se celebran misas según el rito ambrosiano, el mozárabe, el bracarense, y el de los cartujos. Además, algunas comunidades conservan todavía, por concesión de la Santa Sede y el permiso del obispo diocesano, ritos de órdenes religiosas, como los de la orden dominicana y los carmelitas.

### Ediciones típicas
El misal estuvo sujeto a sucesivas revisiones promulgadas por los papas posteriores. Estas revisiones generales se daban a conocer a través de las ediciones típicas, que eran las ediciones oficiales de los textos del misal dados por Roma a las cuales debían ajustarse las ediciones hechas por los distintos impresores.
Después de la edición original del Misal tridentino de san Pío V, la primera nueva edición típica fue promulgada por el papa Clemente VIII en 1604 que adaptaba algunos de los textos bíblicos del misal al texto de la Vulgata en algunos lugares donde el misal tridentino los tenía modificados. Esta edición mandaba que las palabras: «Haec quotiescumque feceritis, in meam memoriam facietis» («Haced esto en memoria mía») no debían ser dichas mostrando el cáliz al pueblo tras la consagración sino antes; indicaba que el canon debía ser recitado inaudiblemente e introdujo el uso de la campanilla, entre otros cambios.
La siguiente edición típica es de 1634 del papa Urbano VIII. No hubo ninguna nueva edición típica hasta la de León XIII en 1884 que introdujo solo muy pequeños cambios.
Pío XII no publicó una nueva edición típica, sino que permitió sustituir los textos anteriores del Domingo de Ramos y de la Semana Santa con los nuevos que él comenzó a introducir en 1951 y que hizo obligatorios en 1955 (ver: Reformas litúrgicas de Pío XII)

### El misal de 1962
La edición típica del misal de Juan XXIII (1962) incluyó en el canon romano una mención a san José, «et beati Ioseph, eiusdem Virginis sponsi» ausente en ediciones anteriores. También eliminó el adjetivo perfidis de la oración por los judíos de las oraciones del Viernes Santo.
Esta es la última edición del misal de este rito y fue la autorizada por Benedicto XVI en 2007 para la celebración de lo que llamó forma extraordinaria del rito romano, y la que se usa actualmente. De forma excepcional también se permite la celebración de la liturgia de Semana Santa previa a las reformas de 1955.

## Estructura litúrgica
La misa se divide en dos partes: la misa de los catecúmenos y la misa de los fieles. Los catecúmenos, aquellos que estaban siendo instruidos en la fe, abandonaban la celebración después de la primera mitad, por no haber profesado aún la fe. La profesión de fe se consideraba esencial para participar en el sacrificio eucarístico . 

Esta regla de la Didaché todavía está vigente y es una de las tres condiciones (bautismo, recta fe y recta vida) para la admisión a recibir la sagrada comunión que la Iglesia católica siempre ha aplicado y que son mencionadas a principios del siglo II por san Justino Mártir: 
«Y este alimento es llamada entre nosotros la Eucaristía, de la cual nadie puede participar sino el hombre que cree que las cosas que enseñamos son verdaderas, y que ha sido lavado con el lavatorio que es para la remisión de los pecados y para la regeneración, y que es tan vivo como Cristo lo ha ordenado» (Primera apología, capítulo LXVI).

### Antes de misa

#### Asperges
Es un rito penitencial opcional que normalmente precede solo a la misa principal del domingo. En la sacristía, un sacerdote vestido con alba, si ha de celebrar la misa, o sobrepelliz, si no es el celebrante de la misa, y revestido con una estola, que es el color del día si el sacerdote es el celebrante de la misa o púrpura si no es el celebrante de la misa, exorciza y bendice la sal y el agua, luego pone la sal bendita en el agua rociándola tres veces en forma de cruz mientras dice una vez: «Commixtio salis et aquae pariter fiat in nomine Patris, et Filii et Spiritus Sancti» (en español: «Que ahora se haga una mezcla de sal y agua en el nombre del Padre, y del Hijo, y del Espíritu Santo»). 
A continuación, el sacerdote, vestido con una capa del color del día, mientras el coro canta una antífona y un verso del salmo 50-51 o 117-118, rocía tres veces con agua bendita el altar, y luego al clero y a los fieles. Este rito, si se utiliza, precede a las oraciones al pie del altar. Durante el tiempo de Pascua, la oración Asperges me... se reemplaza por Vidi aquam..., y se añade Aleluya al verso Ostende nobis... y a su respuesta.
Después del Asperges, comienza la misa.

### Misa de los catecúmenos
La primera parte es la misa de los catecúmenos. 

#### Oraciones al pie del altar

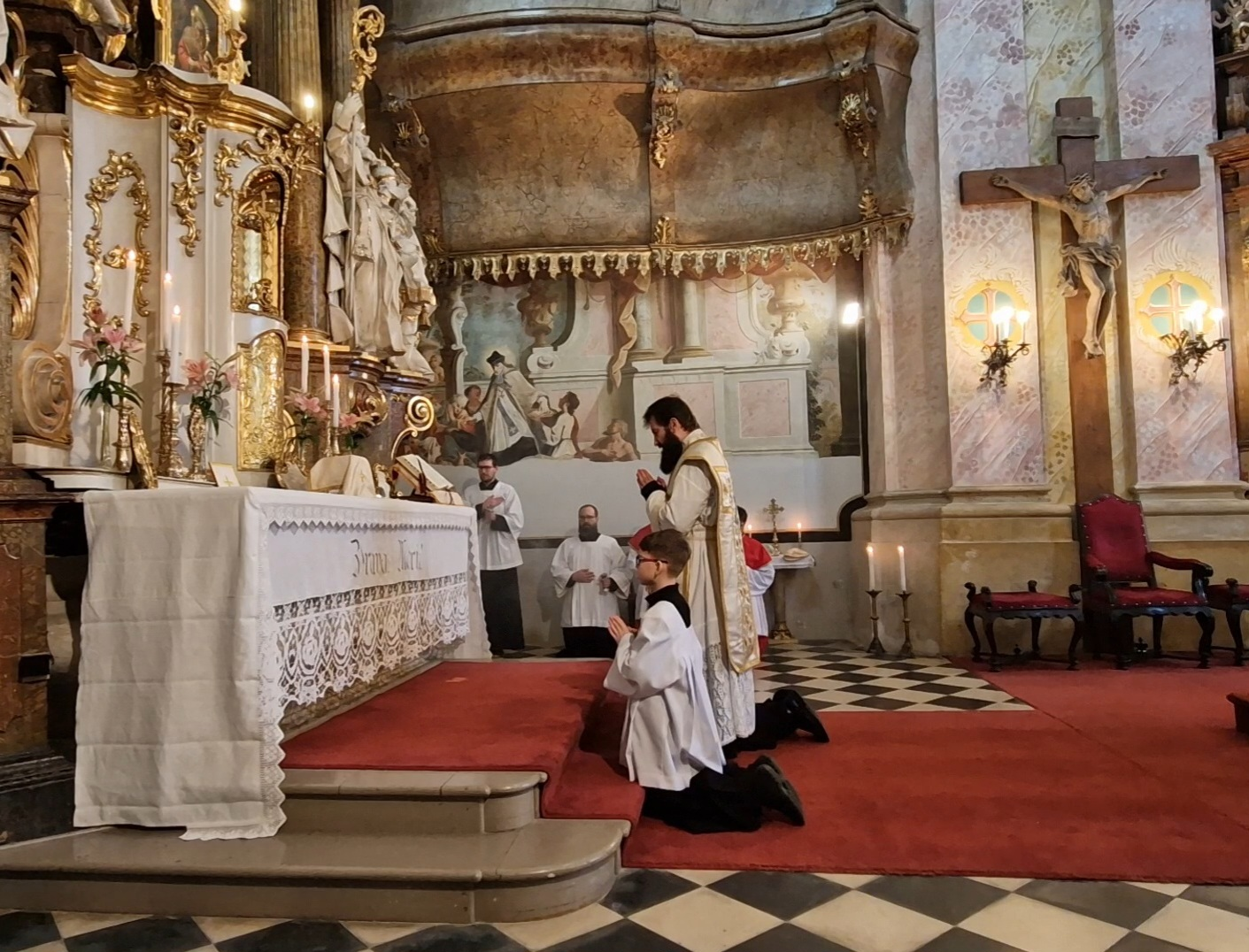
Oraciones al pie del altar

La secuencia de oraciones al pie del altar es:
- Señal de la cruz

El sacerdote, después de procesionar —en la misa solemne con el diácono y el subdiácono, maestro de ceremonias y servidores, y en otras misas con uno o más acólitos— y en la misa rezada colocando el cáliz velado en el centro del altar, hace la señal de la cruz al pie del altar. En la misa solemne, el cáliz se coloca previamente sobre la credencia.
- Salmo 42

Conocido por su inicio Iudica me, se recita, excepto en las misas del tiempo de pasión y en las misas de réquiem. Está precedido y seguido por una antífona del mismo salmo: «Introibo ad altare Dei, ad Deum qui laetificat iuventutem meam» (en español: «Entraré al altar de Dios: a Dios que da alegría a mi juventud»), lo recita el sacerdote, alternando con el diácono y el subdiácono (si están presentes) o los acólitos.
- Salmo 123:8

Sacerdote (hace la señal de la cruz):«Nuestro auxilio es en el nombre del Señor,
Acólitos: Quien hizo los cielos y la tierra.
- Confiteor

Se recita la doble forma de oración de confesión general de los pecados, conocida por su inicio: Confiteor (confieso):
Sacerdote (con una profunda reverencia): Confíteor Deo omnipoténti, beátæ Maríæ semper Vírgini, beáto Michaéli Archángelo, beáto Ioanni Baptístæ, sanctis Apóstolis Petro et Paulo, ómnibus Sanctis, et vobis, fratres, quia peccávi nimis cogitatióne, verbo et ópere: (mientras se golpea el pecho tres veces) mea culpa, mea culpa, mea máxima culpa. Ídeo precor beátam Maríam semper Vírginem, beátum Michaélem Archángelum, beátum Ioánnem Baptístam, sanctos Apóstolos Petrum et Paulum, omnes Sanctos, et vos, fratres, oráre pro me ad Dóminum Deum nostrum.
(Traducción: Confieso a Dios todopoderoso, a la bienaventurada María siempre Virgen, al bienaventurado arcángel Miguel, al bienaventurado Juan Bautista, a los santos apóstoles Pedro y Pablo, a todos los santos, y a vosotros, hermanos, que he pecado sobremanera en pensamiento, palabra y obra: por mi culpa, por mi culpa, por mi gravísima culpa. Por eso ruego a la bienaventurada María siempre Virgen, al bienaventurado Arcángel Miguel, al bienaventurado Juan Bautista, a los santos apóstoles Pedro y a Pablo, a todos los santos y vosotros, hermanos, que oréis por mí a Dios Nuestro Señor)

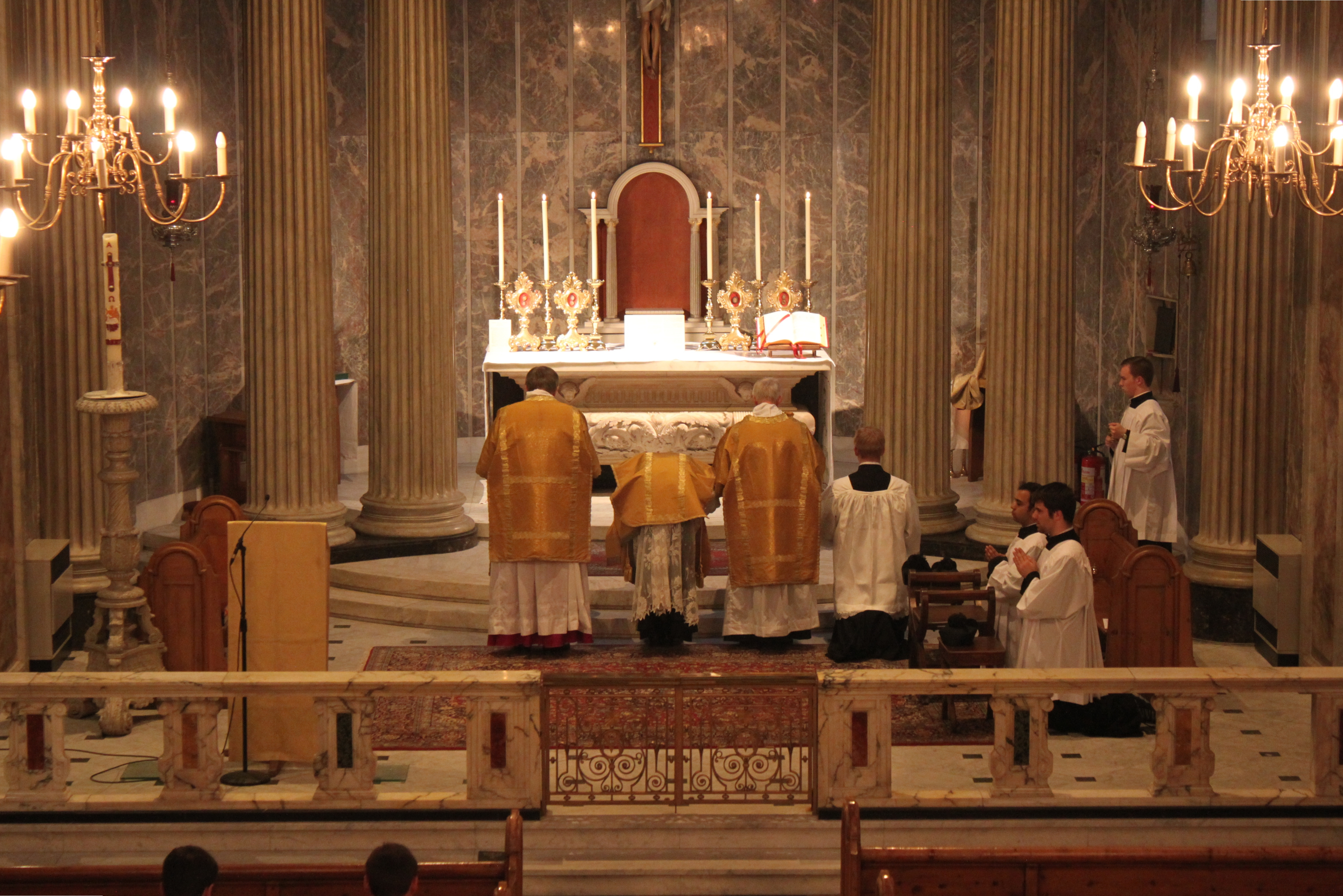
Confiteor

 Los acólitos rezan por el sacerdote: "Que Dios Todopoderoso tenga misericordia de ti, te perdone tus pecados y te lleve a la vida eterna". Luego es el turno de los ministros o acólitos de confesar sus pecados y pedir oraciones en nombre de todos los fieles congregados.
Usan las mismas palabras que usa el sacerdote, excepto que dicen "usted, Padre", en lugar de "ustedes, hermanos", y el sacerdote responde con la misma oración que el acólito han usado para él (pero usando la número plural) más una oración extra.
El sacerdote entonces dice: Oremus (Oremos). Después de esto, asciende al altar, orando en silencio: "Quita de nosotros nuestras iniquidades, te rogamos, oh Señor, que con mentes puras entremos dignamente en el lugar santísimo", una referencia a Éxodo 26:33–34,1 Reyes 6:16, 1 Reyes 8:6, 2 Crónicas 3:8, Ezequiel 41:4 y otros. Coloca sus manos unidas en el borde del altar, de modo que sólo las puntas de los meñiques toquen el frente del mismo, y reza en silencio para que, por los méritos de los Santos cuyas reliquias están en el altar, y de todos los Santos, Dios puede perdonar todos sus pecados. Al oír las palabras quorum relíquiæ hic sunt (cuyas reliquias están aquí), extiende las manos y besa el altar.

#### Sacerdote en el altar
- Introito

El sacerdote vuelve a persignarse mientras comienza a leer el Introito, que suele estar tomado de un Salmo. Hay excepciones: por ejemplo, el Introito del Domingo de Pascua está adaptado del libro de Sabiduría 10:20-21, y la antífona de las misas de la Santísima Virgen María fue del poeta Sedulius. El origen es una evolución a partir de la práctica de cantar un Salmo completo, intercalado con la antífona, durante la entrada del clero, antes de que se agregaran las Oraciones al Pie del Altar a la Misa en la época medieval. Esto lo indica el propio nombre de "Introito".
- Kyrie

Es una oración que remite a los orígenes de la liturgia romana en griego. "Kyrie, eleison; Christe, eleison; Kyrie, eleison", que significa "Señor, ten piedad; Cristo, ten piedad;..." Cada frase se dice (o se canta) tres veces.
- Gloria

La primera línea del Gloria  está tomada de Lc 2,14. El Gloria se omite durante los tiempos litúrgicos penitenciales de Adviento, Septuagésima, Cuaresma y Pasión, en los que se usan vestimentas violetas, pero se usa en las fiestas que caen durante esos tiempos, así como el Jueves Santo. Siempre se omite en una misa de Réquiem.
- Oración colecta

El sacerdote se vuelve hacia el pueblo y dice: "Dominus vobiscum". Los acólitos responden: "Et cum Spiritu tuo". ("El Señor esté contigo." "Y con tu espíritu"). Sigue la colecta, una oración que no se extrae directamente de las Escrituras.

#### Instrucción
- Epístola

Principalmente un extracto de las cartas de San Pablo a las distintas iglesias.
- Gradual y Aleluya

Entre la Epístola y el Evangelio se cantan o dicen dos (raramente tres) respuestas corales. Generalmente son el Gradual seguido de un Aleluya; pero entre el Domingo de Septuagésima y el Sábado Santo, o en una Misa de Réquiem u otra Misa penitencial el Aleluya se reemplaza por el Tracto, y entre el Domingo de Pascua y Pentecostés el Gradual se reemplaza por un segundo Aleluya. En algunas ocasiones excepcionales (sobre todo Pascua, Pentecostés, Corpus Christi y en una Misa de Réquiem), una Secuencia sigue al Aleluya o al Tracto. El Gradual está compuesto parcialmente por el texto de un salmo.
- Evangelio

El sacerdote lee un extracto de uno de los cuatro evangelios. Antes de la lectura o el canto del Evangelio, el sacerdote reza: "Limpia mi corazón y mis labios, oh Dios todopoderoso, que limpiaste los labios del profeta Isaías...", en referencia a Isaías 6:6. En este pasaje, después de ser limpiado por el ángel, Isaías recibe la instrucción de profecitar.
- Sermón u homilía

El rito de la Misa revisado por el papa Pío V no considera obligatorio un sermón y habla de él como meramente opcional: supone que el Credo, si se dice, seguirá inmediatamente al Evangelio, pero añade: "Sin embargo, si alguien ha de predicar, después de terminado el Evangelio, predica, y cuando se ha terminado el sermón o discurso moral, se dice el Credo, o si no se debe decir, se canta el Ofertorio."
Por el contrario, el misal romano revisado por el papa Pablo VI declara que la homilía no puede omitirse sin una razón grave de la Misa celebrada con el pueblo asistente los domingos y días santos de precepto y que se recomienda en otros días. Antiguamente los sermones y predicaciones eran mucho más frecuentes, no algo casi exclusivo de la misa del domingo.
- Credo

Se reza el Credo Niceno-Constantinopolitano, profesión de la fe en Dios Padre, en Dios Hijo, en Dios Espíritu Santo, y en la Iglesia una, santa, católica y apostólica. Ante la mención de la Encarnación, el celebrante y los fieles hacen una genuflexión.

### Misa de los Fieles
La segunda parte es la Misa de los Fieles. 

#### Ofertorio
- Ofertorio

Después de saludar una vez más al pueblo ("Dominus vobiscum/ Et cum Spiritu tuo") y de invitar a orar (Oremus), el sacerdote entra en la Misa de los Fieles, de la que están excluidos los no bautizados. Lee con las manos juntas el texto del Ofertorio, una breve cita de la Sagrada Escritura que varía según la misa de cada día.
- Ofrecimiento de la Hostia y ofrecimiento del Cáliz

El sacerdote ofrece la hostia que va a ser consagrada, sosteniéndola sobre la patena a la altura del pecho y rezando para que, aunque sea indigno, Dios acepte "esta hostia sin mancha (o víctima, el significado de hostia en latín) por sus innumerables pecados, ofensas y descuida, por todos los presentes, y por todos los fieles cristianos, vivos y muertos, para que sirva para su salvación y la de los mencionados, luego mezcla unas gotas de agua con el vino, que más tarde se convertirá en la Sangre de Cristo, y sosteniendo el cáliz de modo que el borde del cáliz esté aproximadamente a la altura de sus labios, ofrece "el cáliz de la salvación", pidiendo que "ascienda con suave fragancia". Luego reza una oración de contrición adaptada de Daniel 3: 39–40.
- Incensación de las ofrendas y de los fieles

En la Misa Solemne, el sacerdote bendice el incienso y luego inciensa el pan y el vino. Entre las oraciones que dice el sacerdote se encuentra el Salmo 141: 2 - 4: "Que mi oración, oh Señor, sea dirigida como incienso delante de ti...", que se reza mientras inciensa el altar. Luego, el sacerdote entrega el incensario al diácono, quien inciensa al sacerdote, luego a los demás ministros y a los fieles.
- Lavabo

El sacerdote reza el Salmo 26: 6–12: "Me lavaré las manos entre los inocentes..." mientras se lava las manos con agua de un recipiente que sostiene el acólito.
- Oración a la Santísima Trinidad

Esta oración pide que la Divina Trinidad reciba la oblación que se hace en memoria de la Pasión, Resurrección y Ascensión de Jesús y en honor de María siempre Virgen y de los demás santos, "para que sirva a su honor y a nuestra salvación: y para que se dignen interceder por nosotros en el cielo..."
- Orate fratres, Suscipiat y Secreta;

Aquí el sacerdote se dirige a la congregación y dice las dos primeras palabras, "Orate, fratres", en tono elevado y luego se da vuelta mientras termina la exhortación en tono secreto. "Orad, hermanos, que mi sacrificio y el vuestro sean aceptables a Dios Padre todopoderoso".
El o los acólitos responden con el Suscipiat a lo que el sacerdote responde en secreto: "Amén"
"Suscipiat Dominus sacrificium de manibus tuis, ad laudem et gloriam nominis sui, ad utilitatem quoque nostram, totiusque ecclesiæ suae sanctæ.  Es decir: "Que el Señor acepte este sacrificio de tus manos, para alabanza y gloria de Su nombre, para nuestro bien y el de toda Su Santa Iglesia".
Luego, el Sacerdote dice la oración Secreta del día de forma inaudible y concluye con Per omnia sæcula sæculorum en voz alta.

#### Consagración
- Prefacio del Canon
  - Dominus vobiscum. Et cum espíritu tuo. Sursum corda. Habemus ad Dominum. Gratias agimus Domino Deo nostro. Dignum et iustum est. Es decir: "Levantad vuestros corazones. Los elevamos al Señor. Demos gracias al Señor nuestro Dios. Es digno y justo".
  - A continuación se reza el prefacio, indicando motivos específicos para dar gracias a Dios. Esto conduce al Sanctus.
- Sanctus

- Canon

El Canon Romano data en lo esencial de antes de San Gregorio Magno, quien murió en 604, y a quien se le atribuye haberle agregado una frase. Es el texto más importante de la misa y por su naturaleza sagrada no es audible para la congregación.
- Intercesión

Aquí el sacerdote reza por los vivos, para que Dios guarde, una y gobierne la Iglesia junto con el Papa y "todos aquellos que, aferrados a la verdad, transmiten la fe católica y apostólica". Luego se mencionan personas vivas específicas y la congregación en la iglesia. A continuación se mencionan por su nombre a María siempre Virgen, a San José, a los Apóstoles, a algunos Papas y a otros Mártires, así como a un genérico "y a todos tus Santos", en comunión con quienes se ofrece la oración.
- Oraciones preparatorias a la consagración

Una oración para que Dios acepte con gracia la ofrenda y "mande que seamos librados de la condenación eterna y contados entre el rebaño de tus elegidos". 

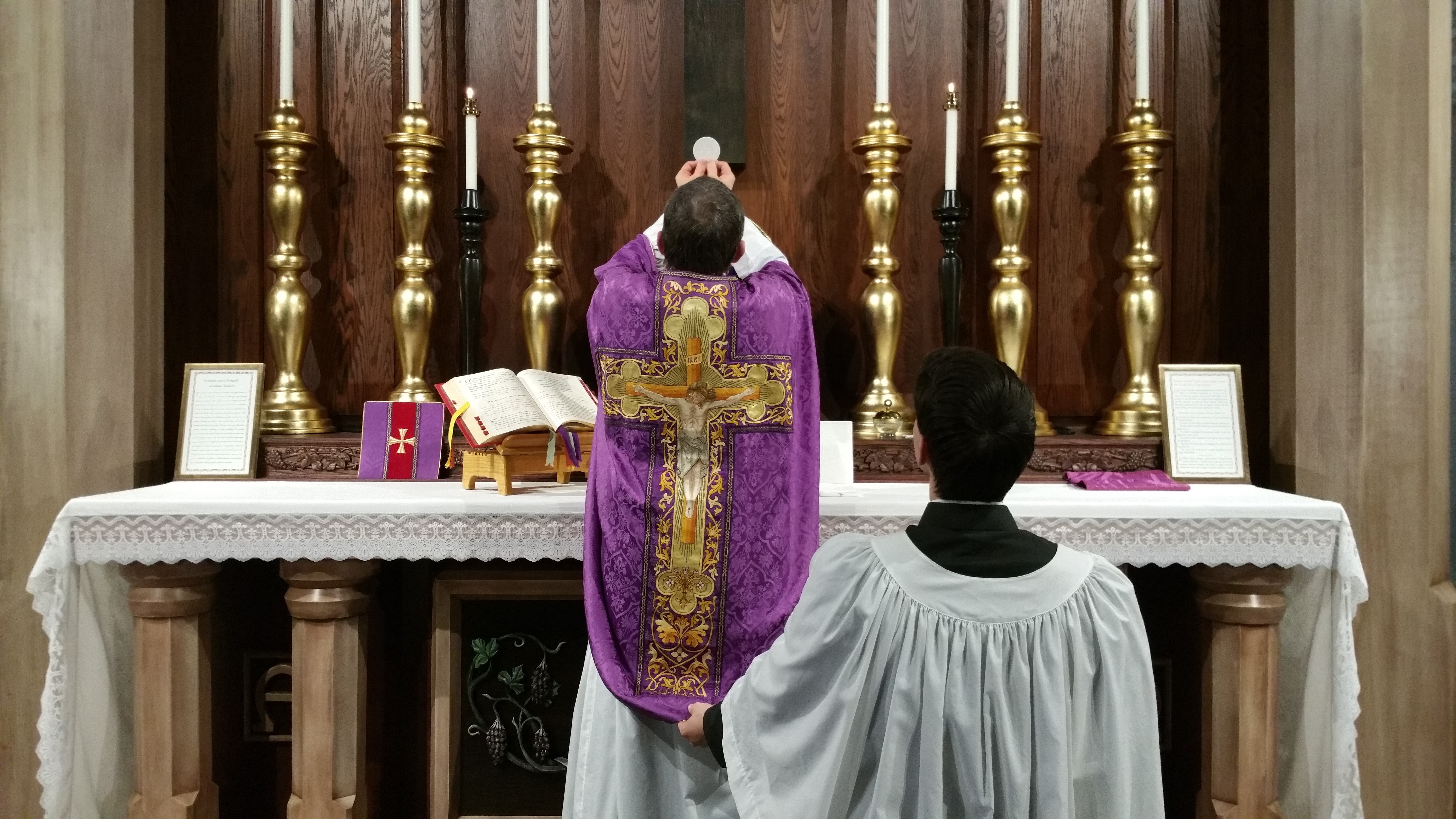
Elevación

- Consagración (transustanciación) y elevación mayor

El texto es del pasaje de la Última Cena según el Evangelio de Lucas (Lc 22:19-20). Las palabras de la consagración dichas con la intención correcta producen el milagro de la transubstanciación. El sacerdote eleva la hostia y el cáliz mientras un acólito hace sonar una pequeña campana.
- Oblación de la víctima a Dios

Una oblación es una ofrenda; se ofrece ahora la víctima pura, santa, sin mancha, con oración para que Dios acepte la ofrenda y mande a su santo ángel que lleve la ofrenda al altar de Dios en lo alto, para que los que reciban el Cuerpo y la Sangre de Cristo "sea colmado de toda gracia y bendición celestial".
- Memento por los difuntos y oración por la Iglesia militante

El sacerdote ahora reza por los muertos ("aquellos que nos han precedido con el signo de la fe y descansan en el sueño de la paz") y pide que se les conceda un lugar de refrigerio, luz y paz. A esto le sigue una oración para que se nos conceda la comunión con los santos. Se mencionan por su nombre a Juan el Bautista y catorce mártires, siete hombres y siete mujeres.
- Final del Canon y doxología con elevación menor

La doxología concluyente es: Per ipsum, et cum ipso, et in ipso, est tibi Deo Patri omnipotenti, in unitate Spiritus Sancti , ("Por él, y con él, y en él, oh Dios, hay para ti, Padre todopoderoso, en la unidad del Espíritu Santo", − dicho en silencio mientras hace cinco señales de la cruz con la hostia) omnis honor, et gloria. ("toda gloria y honor." − aún en silencio mientras levanta brevemente la hostia y el cáliz juntos). A esto le sigue la sustitución de la hostia sobre el corporal y el palio sobre el cáliz y una genuflexión. Después de esto, el sacerdote canta o dice en voz alta: Per omnia sæcula sæculorum" ("Por los siglos de los siglos"). La respuesta "Amén" ratifica simbólicamente la oración del Canon.

#### Vela de elevación
Hasta 1960, la forma tradicional del misal romano establecía que se debía colocar una vela en el lado de la Epístola del altar y que debía encenderse al mostrar el sacramento consagrado al pueblo.  En la práctica, excepto en los monasterios y en ocasiones especiales, esto había caído en desuso mucho antes de que el papa Juan XXIII reemplazara la sección sobre las rúbricas generales del Misal Romano por su Código de Rúbricas, que ya no mencionaba esta costumbre. 

#### Comunión

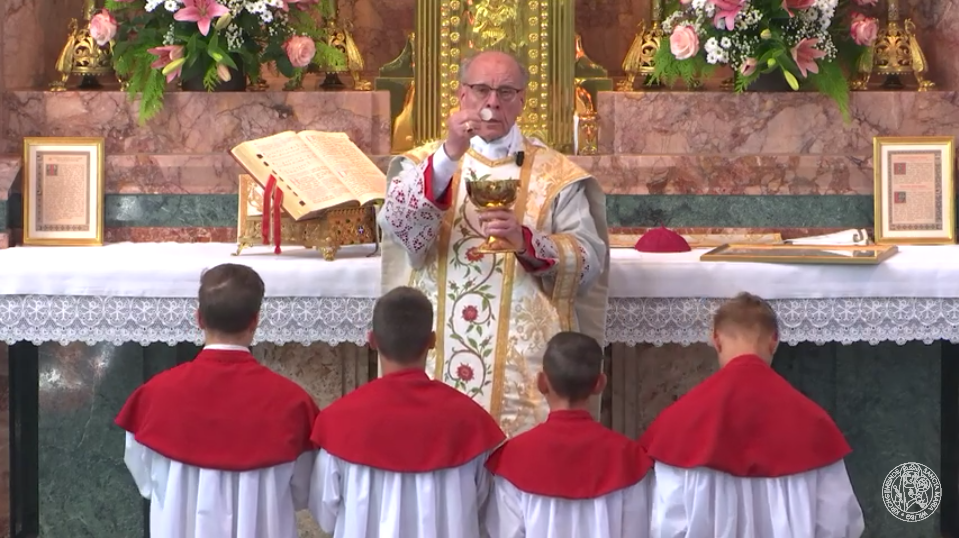
Ecce Agnus Dei, ecce qui tollit peccatum mundi es una cita de San Juan Bautista extraída de Juan 1,29

- Pater Noster

El sacerdote reza el padrenuestro y el acólito responde diciendo la última frase de la oración: sed libera nos a malo.
- Fracción de la Hostia

Durante la oración anterior, el sacerdote parte la Hostia consagrada en tres partes, y después de concluir la oración deja caer la parte más pequeña en el Cáliz mientras ora para que esta mezcla y consagración del Cuerpo y Sangre de Cristo "sea eficaz para nosotros que la recibimos a la vida eterna."
- Agnus Dei

"Agnus Dei" significa "Cordero de Dios". Luego el sacerdote reza: "Cordero de Dios, que quitas el pecado del mundo, ten piedad de nosotros". Lo repite y luego añade: "Cordero de Dios, que quitas el pecado del mundo, concédenos la paz".
En la Misa de la Última Cena del Jueves Santo dice "ten piedad de nosotros" las tres veces.
En las Misas de Réquiem, las peticiones son "concédeles el descanso" (dos veces), seguidas de "concédeles el descanso eterno".
- Pax

El sacerdote le pide a Cristo que no mire sus pecados sino la fe de la Iglesia de Cristo, y ora por la paz y la unidad dentro de la Iglesia. Luego, si se celebra una misa mayor, hace el signo de la paz al diácono, diciendo: "La paz esté con vosotros".
- Oraciones preparatorias a la Comunión

En la primera de estas dos oraciones por sí mismo, el sacerdote pide que mediante la Sagrada Comunión sea liberado de todas sus iniquidades y males, se le haga adherirse a los mandamientos de Jesús y nunca se separe de él. En el segundo pregunta: "No permitas que la participación de tu Cuerpo, oh Señor Jesucristo... se convierta en mi juicio y condenación, sino que por tu bondad sea para mí una salvaguardia..."
- Comunión del Sacerdote

El sacerdote dice aquí en voz baja varias oraciones, antes de recibir la Comunión. La primera se dice en voz baja mientras se recoge la Hostia sobre la patena. La segunda de ellas, pronunciada tres veces con voz apenas audible, mientras el sacerdote sostiene la Hostia con la mano izquierda y se golpea el pecho con la derecha, se basa en Mateo 8,8: "Señor, no soy digno..." Luego, después de haber consumido reverentemente la Hostia, toma el cáliz mientras recita en voz baja el Salmo 116:12-13: "¿Qué pagaré al Señor por todo lo que me ha dado? Tomaré el cáliz de la salvación, e invocaré el nombre del Señor." agregando inmediatamente Salmo 18:3: "Alabando invocaré al Señor, y seré salvo de mis enemigos".
- Comunión de los fieles

Si el sacerdote ha de dar la Comunión a otros, sostiene en alto una pequeña hostia sobre el cáliz y mostrándoselos a los fieles dice en voz alta: "Ecce Agnus Dei" "(He aquí el Cordero de Dios..."), es decir las palabras de San Juan Bautista sacadas del evangelio de Juan (Jn, 1,29). El acólito responde tres veces: "Domine non sum dignus..." ("Señor, no soy digno..."), es decir, las palabras del centurión sacadas del capítulo 8 del Evangelio de Mateo. Luego da la Comunión, haciendo primero con la hostia la señal de la cruz sobre cada comulgante, mientras dice: "Corpus Domine nostri Iesu Christi custodiat animam tuam in vitam aeternam. Amen" ("Que el Cuerpo de Nuestro Señor Jesucristo conserve vuestra alma para la vida eterna. Amén")

#### Conclusión
- Oraciones durante las abluciones:

Las oraciones ahora se centran en lo recibido, para que "lo recibamos con mente pura", "para que no quede ninguna mancha de pecado en mí, a quien estos puros y santos sacramentos han refrescado".
- Antífona de Comunión y Postcomunión

La antífona de comunión normalmente es una parte de un salmo. La oración poscomunión es similar a la colecta en el sentido de que es una oración propia que no se extrae directamente de las Escrituras.

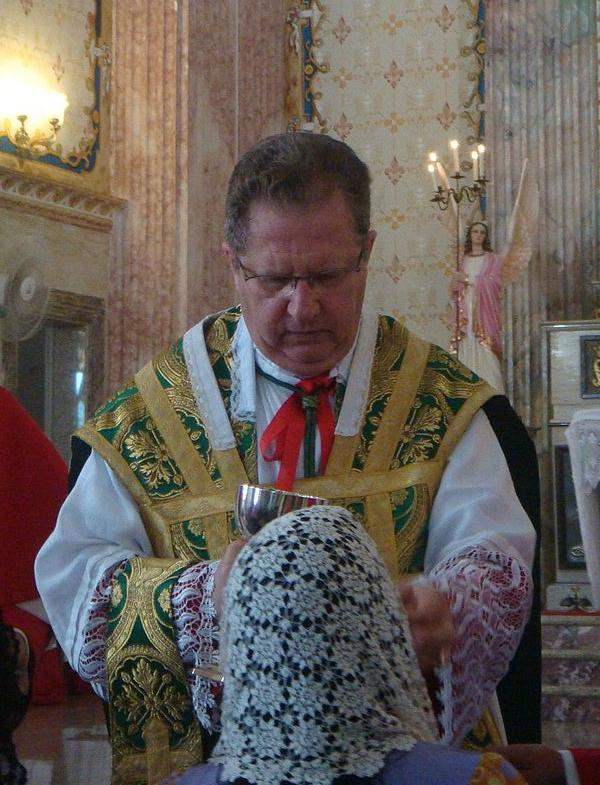
Comunión de los fieles

- Comunión de los fielesIte missa est y Benedicat (Benedición)

Ite missa est que significa "Idos, ha sido enviada". La palabra "misa" deriva de esta frase.
Después de decir una oración silenciosa por sí mismo, el sacerdote da su bendición al pueblo.
Antes de las revisiones del papa Pío XII y el papa Juan XXIII, la Ite missa est fue reemplazada por Benedicamus Domino ("Bendigamos al Señor") en los días en los que no se decía el Gloria y las rúbricas requerían que el sacerdote usara vestimentas violetas (es decir, misas de los tiempos penitenciales —Adviento, Septuagésima, Cuaresma y Pasión—; vigilias; ciertas Misas votivas). En el Misal de 1962, Benedicamus Domino se dice sólo cuando a la misa le sigue otra acción litúrgica, como las Procesiones Eucarísticas del Jueves Santo y el Corpus Christi.
En las Misas de Réquiem, el Ite missa est se reemplaza con Requiescant in pace, siendo la respuesta Amén en lugar de Deo gratias.
- Último Evangelio

Al acabar, el sacerdote lee el Último Evangelio, el prólogo del Evangelio de Juan, Juan 1:1–14, que narra la Encarnación del Hijo de Dios. En ciertas ocasiones, como por ejemplo en la Misa del día de Navidad, se leía otro pasaje del Evangelio porque ese Evangelio se lee como el Evangelio de la Misa, pero la revisión de las rúbricas por parte del Papa Juan XXIII decretó que en esos, el Último Evangelio simplemente debería omitirse.

### Oraciones del sacerdote antes y después de la Misa
El Misal Tridentino incluye oraciones que el sacerdote debe decir antes y después de la Misa.
En ediciones posteriores del Misal Romano, incluida la de 1962, el título introductorio de estas oraciones indica que deben recitarse pro opportunitate (según lo permitan las circunstancias), lo que en la práctica significa que son meramente opcionales y pueden omitirse. El Misal Tridentino original presenta la mayoría de las oraciones como obligatorias, indicando como opcional sólo una oración muy larga atribuida a San Ambrosio (que ediciones posteriores dividen en siete secciones, cada una de las cuales debe recitarse sólo un día de la semana) y otras dos oraciones atribuidas a San Ambrosio y Santo Tomás de Aquino respectivamente. 
Además de estas tres oraciones, el Misal Tridentino original propone que el sacerdote recite antes de celebrar la Misa la totalidad de los Salmos 83–85, 115, 129, y una serie de recopilaciones: oraciones de estilo. Ediciones posteriores añaden, después de las tres que en el Misal original son sólo opcionales, oraciones a la Santísima Virgen, a San José, a todos los ángeles y santos, y al santo cuya Misa se va a celebrar, pero, como se ha dicho, trata como opcionales todas las oraciones antes de la Misa, incluso aquellas originalmente dadas como obligatorias. 
El Misal Tridentino original propone que el sacerdote recite tres oraciones después de la Misa, entre ellas el Adoro te dedica. Ediciones posteriores colocan antes de estas tres el Cántico de los Tres Jóvenes (Libro de Daniel) con tres colectas, y continúan con el Anima Christi y siete oraciones más, tratando como opcionales las tres prescritas en el Misal Tridentino original. 

### Oraciones Leoninas
De 1884 a 1965, la Santa Sede prescribió la recitación después de la misa rezada de ciertas oraciones, originalmente para la solución de la cuestión romana y, después de que esta disputa se diera por resuelta con el Tratado de Letrán, el papa Pío XI, las prescribió para "permitir que la tranquilidad y la libertad de profesar la fe fueran restauradas al afligido pueblo de Rusia".
Estas oraciones se conocen como Oraciones Leoninas porque fue el papa León XIII quien el 6 de enero de 1884 ordenó su recitación en todo el mundo. Las oraciones consisten en tres avemarías, el Salve Regina y la oración a San Miguel Arcángel que compuso el propio papa León XIII. San Pío X añadió la oración: "Sacratísimo Corazón de Jesús, ten piedad de nosotros" repetido tres veces.
En 1964, con efecto a partir del 7 de marzo de 1965, la Santa Sede puso fin a la obligación de recitar las Oraciones Leoninas después de la Misa rezada.

## Diferentes tipos de celebración
Existen diversas formas de solemnidad de celebración de la Misa Tridentina:
- Misa papal (latín: Missa Pāpālis): celebrada por el Papa, asistido por un cardenal-obispo sacerdote, el diácono apostólico, los cardenales-diáconos y un diácono y subdiácono greco-católico, en latín y griego, con muchas tradiciones únicas y vestimentas. Es una forma superior derivada de la misa pontificia dada la posición del Papa como Pontifex maximus.
- Misa Mayor Pontificia (latín: Missa pontificalis): celebrada por un obispo acompañado de un sacerdote asistente, diácono, subdiácono, turiferio, acólitos y otros ministros, bajo la dirección de un sacerdote que actúa como maestro de ceremonias. Muy a menudo, las partes específicas asignadas al diácono y al subdiácono son realizadas por sacerdotes. Todas las partes que se dicen en voz alta se cantan, excepto las Oraciones al Pie del Altar, las dice en voz baja el obispo con el diácono y el subdiácono, mientras que en el coro canta el Introito. La principal diferencia entre una Misa Mayor pontificia y una ordinaria es que el obispo permanece en su cátedra casi todo el tiempo hasta el ofertorio.
- Misa solemne o mayor (latín: Missa solemnis): ofrecida por un sacerdote acompañado de un diácono y un subdiácono y los demás ministros antes mencionados.
- Misa cantada (latín: Missa cantata): celebrada por un sacerdote sin diácono ni subdiácono, y por lo tanto una forma de Misa rezada, pero con algunas partes (las tres oraciones variables, las lecturas de las Escrituras, el Prefacio, el Pater Noster y la Ite missa est) cantada por el sacerdote, y otras partes (Introito, Kyrie, Gloria, Gradual, Tracto o Aleluya, Credo, Antífona del Ofertorio, Sanctus y Benedictus, Agnus Dei y Antífona de Comunión) cantadas por el coro. El incienso se puede utilizar exactamente como en una Misa Solemne, con la excepción de incensar al celebrante después del Evangelio, lo cual no se hace.
- Misa rezada (latín: Missa privata): el sacerdote no canta ninguna parte de la Misa, aunque en algunos lugares un coro o la congregación canta, durante la Misa, algunos himnos. En 1962 se desaconsejó el uso del término missa privata porque podía entenderse equivocadamente como privada, es decir, sin fieles. La palabra privata en latín aplicada a la misa rezada indicaba que esa forma de Misa estaba privada de ciertas ceremonias.

## Reforma litúrgica

### Antecedentes
La primera gran revisión de la liturgia tuvo lugar durante el pontificado de Pío XII, antes de Concilio Vaticano II. En 1951 se inició una reforma del misal tridentino para los ritos de la Semana Santa que entró en vigor en toda la Iglesia en 1955. Esta reforma sin precedentes, en la que participaron algunos de los artífices de la reforma de Pablo VI como Annibale Bugnini, fue el antecedente necesario para las reformas litúrgicas conciliares.

### Sacrosanctum Concilium
En 1963 el Concilio Vaticano II aprobó la Constitución sobre la Sagrada Liturgia Sacrosanctum Concilium. En ella se mandaba llevar a cabo una revisión del misal que simplificara los ritos:
50. Revísese el ordinario de la misa, de modo que se manifieste con mayor claridad el sentido propio de cada una de las partes y su mutua conexión y se haga más fácil la piadosa y activa participación de los fieles. En consecuencia, simplifíquense los ritos, conservando con cuidado la sustancia; suprímanse aquellas cosas menos útiles que, con el correr del tiempo, se han duplicado o añadido [...]
El documento señalaba que el latín era la lengua de la liturgia, pero concedía la posibilidad de autorizar el uso de lenguas vernáculas en algunas partes de la misa:
36. § 1. Se conservará el uso de la lengua latina en los ritos latinos, salvo derecho particular.

§ 2. Sin embargo, como el uso de la lengua vulgar es muy útil para el pueblo en no pocas ocasiones, tanto en la Misa como en la administración de los Sacramentos y en otras partes de la Liturgia, se le podrá dar mayor cabida, ante todo, en las lecturas y moniciones, en algunas oraciones y cantos, conforme a las normas que acerca de esta materia se establecen para cada caso en los capítulos siguientes.
También mandó que se introdujera la posibilidad de recibir la comunión bajo las dos especies y la concelebración en algunas misas.

### El misal de Pablo VI
Con la instrucción Inter Oecumenici del 26 de septiembre de 1964 se inició la aplicación de las decisiones del Concilio al rito de la misa. Se permitió el uso, sólo en la Misa celebrada con el pueblo, de la lengua vernácula, especialmente en las lecturas bíblicas, en las Oraciones de los Fieles reintroducidas, en los cantos (Kyrie, Gloria, Credo, Sanctus, Agnus Dei y las antífonas de entrada, ofertorio y comunión) y en las partes de diálogo con el pueblo, y en el Padre Nuestro, que ahora el pueblo podía recitar íntegramente junto con el sacerdote. La mayoría de las Conferencias Episcopales aprobaron rápidamente traducciones vernáculas provisionales, generalmente diferentes de un país a otro, y, después de que la Santa Sede las confirmara, las publicaron en 1965. Otros cambios incluyeron la omisión del Salmo 43 (42) al comienzo de la Misa y la lectura del Initium al final, los cuales el papa san Pío V había insertado por primera vez en el Misal (habiendo sido anteriormente oraciones privadas dichas por el sacerdote en la sacristía), y las Oraciones Leoninas del papa León XIII. El Canon de la Misa, que se siguió recitando en silencio, se mantuvo en latín.
Tres años más tarde, la instrucción Tres abhinc annos del 4 de mayo de 1967 permitió el uso de la lengua vernácula incluso en el Canon de la Misa, y permitió decirla en voz alta e incluso, en parte, cantarla; la lengua vernácula podía usarse incluso en la misa celebrada sin que la gente estuviera presente. El uso del manípulo se hizo opcional, y en tres ceremonias en las que antes la capa era la vestimenta obligatoria, se podía utilizar la casulla.
El papa Pablo VI continuó la implementación de las directivas del Concilio, ordenando con la Constitución Apostólica Missale Romanum del Jueves Santo, 3 de abril de 1969, la publicación de una nueva edición oficial del Misal Romano, que apareció (en latín) en 1970.

### Reacción a la Reforma litúrgica
En 1969 los cardenales Alfredo Ottaviani, Prefecto de la Congregación para la Doctrina de la Fe y Antonio Bacci mandaron una carta al papa Pablo VI titulada Breve Examen Crítico del Novus Ordo Missæ, lo que se conoció como la Intervención Ottaviani. El texto, dirigido por el Arzobispo Marcel Lefebvre fue escrito con otros 12 teólogos, entre ellos Guérard des Lauriers O.P. y advertía que la nueva misa:
«se aleja de modo impresionante, tanto en conjunto como en detalle, de la teología católica de la Santa Misa»
Los autores consideraban que la reforma eliminaba la naturaleza sacrificial de la Santa Misa, reduciendo la misa a un simple "Memorial"; que menoscababa gravemente la presencia real de Cristo; la naturaleza del sacerdocio asemejándolo a un ministro protestante; destruía la unidad de culto al enterrar definitivamente la lengua de la Iglesia; entre otras muchas deficiencias fruto de innovaciones sin precedentes en discordancia con la fe y la teología católicas y afanada en el "insano arqueologismo" condenado por Pío XII.
El papa se vio obligado entonces a modificar el proyecto del nuevo rito y la versión final corregida de la misa nueva tuvo en cuenta algunas de las críticas del grupo encabezado por Ottaviani.

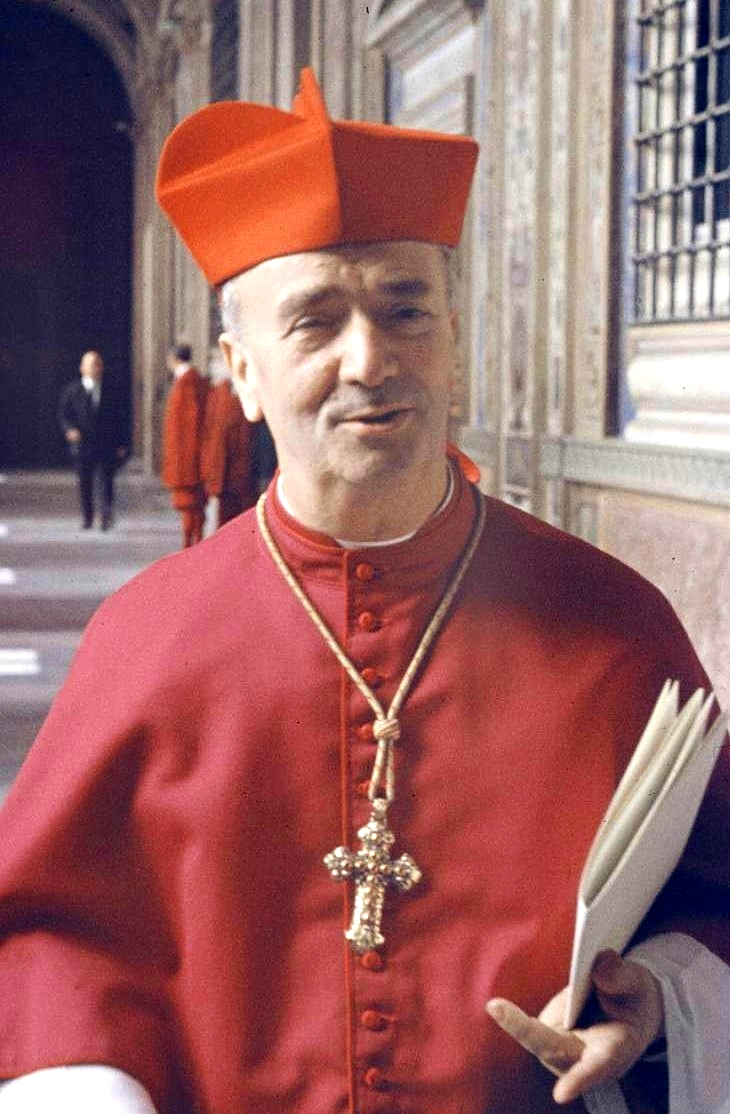
Cardenal Alfredo Ottaviani. Prefecto de la Congregación para la Doctrina de la Fe.

En 1970, uno de los principales críticos de la reforma litúrgica, el arzobispo francés Marcel Lefebvre, fundó la Fraternidad Sacerdotal San Pío X (FSSPX), que estableció un seminario en Suiza para la formación de nuevos sacerdotes fieles a la doctrina tradicional y a los ritos anteriores a la reforma de Pablo VI. Lefebvre fue suspendido a divinis en 1976 tras la ordenación de los primeros seminaristas.
En España, se fundó en 1969 la Hermandad Sacerdotal Española (HSE) que llegó a reunir a unos 6000 sacerdotes españoles opuestos a los cambios en Iglesia tras el Concilio Vaticano II y a la reforma litúrgica. Sin embargo, a finales de los años 70 y tras la suspensión del arzobispo Lefebvre, la mayor parte de la resistencia se disolvió.
Los católicos tradicionalistas critican ampliamente la mayoría de los cambios efectuados en la liturgia desde 1950, pero en especial la reforma de la misa de Pablo VI, argumentando que la reforma se hizo precipitadamente, desechando la tradición litúrgica precedente de tal modo que muchos no consideran que se trate de una reforma del rito romano sino de la instauración de un rito totalmente nuevo. 
Una minoría argumenta que la reforma se aleja tanto de la tradición y de teología católicas que la misa nueva sería hasta tal punto deficiente que sería desagradable a Dios y perjudicial para la salud de las almas. Sin embargo, estas posiciones están condenadas por el Magisterio de la Iglesia Católica (Gregorio XVI en Mirari vos (1832) y Pío VI en Auctorem fidei (1794)).
En los años inmediatamente posteriores a la reforma litúrgica en los países occidentales se vio un descenso drástico en la asistencia a la misa dominical. Por ejemplo, en Estados Unidos en 1960, el 72% de los católicos asistía semanalmente a misa, siendo en la actualidad solo el 17%; en Francia del 8%.

### Misa tradicional en la actualidad
En la actualidad la asistencia regular a la misa tradicional es minoritaria en todo el mundo. En 2021 se estimó que alrededor de 150 000 católicos asisten regularmente a misa tridentina en los Estados Unidos. En diciembre de 2021 Catholic News Agency estimó que había unos 60 000 católicos tradicionalistas en Francia, alrededor del 4-7% de todos los católicos practicantes del país. En 2024 participaron más de 18 000 personas en la peregrinación anual a Chartres para la restauración de la misa tradicional.
Sin embargo, mientras la Iglesia Católica vive un declive permanente en número de fieles y vocaciones desde los años 70 —especialmente en Occidente—, el número de misas, la asistencia a la misa tradicional y las vocaciones de los seminarios tradicionalistas no han dejado de crecer en todo el mundo desde los años 80 y con una notable mayor intensidad desde 2007.

## Posición de los papas recientes

### Pablo VI
Tras la publicación del nuevo misal en 1969-1970, la Santa Sede concedió algunos permisos para el uso de la liturgia antigua. Por ejemplo, los sacerdotes de más edad no estuvieron obligados a celebrar el rito nuevo. En Inglaterra y Gales se concedió un permiso especial para la celebración esporádica de la misa antigua que se conoció como el «Indulto Agatha Christie», que fue una de las muchas personalidades británicas que firmaron la solicitud al Papa para poder seguir celebrando la liturgia anterior. Sin embargo, no existió un marco jurídico que permitiera celebrar el rito y se negó a conceder nuevas autorizaciones a medida que el movimiento católico tradicionalista fue creciendo.

### Juan Pablo II
En 1984 la Santa Sede publicó una carta a los presidentes de las Conferencias Episcopales del mundo titulada Quattor Abhunc annos. En este documento se concedía a los obispos el poder para autorizar, bajo ciertas condiciones, la celebración de la Misa Tradicional a grupos que lo solicitaran. Este documento fue considerado demasiado restrictivo, por lo que dos años después, en 1986, el Papa formó una comisión para estudiar el caso. La comisión -de la que formó parte, entre otros, el cardenal Alfons Maria Stickler- redactó un dictamen muy favorable a la Misa tradicional, lo que movió a Juan Pablo II a publicar en 1988 -tras las consagraciones de Écône y sus consecuentes excomuniones- el motu proprio Ecclesia Dei, que señalaba que se debía "respetar en todas partes la sensibilidad de todos aquellos que se sienten unidos a la tradición litúrgica latina" y pedía a los obispos una amplia y generosa aplicación de lo previsto en Quattor Abhunc annos. Se estableció la Pontificia Comisión Ecclesia Dei para supervisar las relaciones entre Roma y los católicos tradicionalistas.

### Benedicto XVI
Como cardenal, Joseph Ratzinger criticó la manera en la que se había desviado del mandato conciliar la celebración de la misa nueva. Siendo prefecto de la Congregación para la Doctrina de la Fe durante el pontificado de Juan Pablo II fue el encargado de negociar con Marcel Lefebvre la crisis con la FSSPX que desembocó en la excomunión de Lefebvre y los cuatro obispos que consagró.
En septiembre de 2006, la Pontificia Comisión Ecclesia Dei estableció el Instituto del Buen Pastor formado por exmiembros de la Fraternidad Sacerdotal San Pío X, autorizados para celebrar la misa tridentina. Algunos miembros del clero francés escribieron una carta abierta de protesta al Papa.
En julio de 2007 el papa publicó el motu proprio Summorum Pontificum. En este documento se declaraba que el rito romano estaba constituido por dos formas: la forma ordinaria, el misal promulgado por Pablo VI; y la forma extraordinaria, el misal tridentino en la edición de Juan XXIII del año 1962; "dos usos del único rito romano". Además se afirmaba que este último nunca había sido jurídicamente derogado. El motu proprio establecía que los sacerdotes no precisaban de autorización de su obispo ni de la Sede Apostólica para celebrar la misa tradicional "sin pueblo" y que los grupos solo necesitan la autorización del cura párroco, no del obispo, para su uso público facilitando ampliamente su celebración.
Benedicto XVI levantó las excomuniones a los obispos de la FSSPX, aunque siguieron sin estar en plena comunión con Roma.

### Francisco
El 16 de julio de 2021, el papa Francisco publicó la carta apostólica motu proprio Traditionis custodes, sobre el uso de la Liturgia Romana previa a la reforma de 1970. En ella el papa establece que "los libros litúrgicos promulgados por San Pablo VI y San Juan Pablo II, en conformidad con los decretos del Concilio Vaticano II son la única expresión del lex orandi del rito Romano" contradiciendo directamente lo establecido por su antecesor, entonces todavía vivo. El documento limita la celebración de la Misa tridentina, siempre con el permiso del obispo de la diócesis, que "como moderador, promotor y custodio de toda la vida litúrgica en la Iglesia particular que le ha sido confiada" (Art. 2) es el único capaz de autorizar la celebración de rituales con el misal anterior a la reforma de 1970.
Francisco señala también en esta carta que hay una necesidad de que "con el tiempo" aquellos que están apegados a la misa tridentina vuelvan a la celebración de la Misa de Pablo VI.
En la actualidad Traditionis custodes es el documento oficial que regula la celebración en la Iglesia Católica de la misa según el misal de 1962.

## Ediciones recientes de los libros litúrgicos del rito romano tradicional
1. Oficio divino: Breviario romano (1962), Martirologio (1922), Octavario (1902) y Leccionario breve (1914)
2. Misa: Misal romano (1962) y Memorial de ritos (1920)
3. Sacramentos y sacramentales: Ritual romano (1953) e Instrucción clementina (1731)
4. Liturgia pontifical: Ceremonial de los obispos (1886) y Pontifical romano (1888)
5. Canto gregoriano: Kyriale (1905), Gradual (1907), Oficio de difuntos, Cantorino (1911), Antifonario diurno (1922), Canto de la Pasión, Oficio de la Semana Santa y octava de Pascua (1956).